# Kanton Bréhal
Kanton Bréhal (francouzsky Canton de Bréhal) je francouzský kanton v departementu Manche v regionu Normandie. Při reformě kantonů v roce 2014 byl vytvořen seskupením 30 obcí, do té doby sestával z 14 obcí. V květnu 2016 ho tvořilo 29 obcí (vzhledem k procesu slučování některých obcí).

## Obce kantonu (květen 2016)
- Anctoville-sur-Boscq
- Le Grippon [p 1]
- Le Parc (část) [p 2]
- Beauchamps
- Bréhal
- Bréville-sur-Mer
- Bricqueville-sur-Mer
- Cérences
- Chanteloup
- Coudeville-sur-Mer
- Équilly
- Folligny
- La Haye-Pesnel
- Hocquigny
- Hudimesnil
- Longueville
- Le Loreur
- La Lucerne-d'Outremer
- Le Luot
- Le Mesnil-Aubert
- La Meurdraquière
- La Mouche
- Muneville-sur-Mer
- Sartilly-Baie-Bocage (část) [p 3]
- Saint-Aubin-des-Préaux
- Saint-Jean-des-Champs
- Saint-Planchers
- Saint-Sauveur-la-Pommeraye
- Subligny